# Тамашаса (Хунедоара)
Тамашаса (рум. Tămășasa) насеље је у Румунији у округу Хунедоара у општини Мартинешти. Oпштина се налази на надморској висини од 274 m.

## Становништво
Према подацима из 2002. године у насељу је живело 124 становника, од којих су сви румунске националности.